# Molí d'en Tomàs
El Molí d'en Tomàs és una obra de Sarrià de Ter (Gironès) inclosa a l'Inventari del Patrimoni Arquitectònic de Catalunya.

## Descripció
Situat al Pla d'en Xunclà, al sector nord de l'autopista de la Mediterrània, en un entorn de notable valor paisatgístic i natural al voltant de l'anomenat "Salt del Timbarro", molt proper al riu Rimau.
Molí fariner de planta quadrangular, amb planta baixa i dos pisos. Coberta de teula àrab a diferents vessants i ràfec de dues fileres de rajols. El parament és a base de maçoneria de rierencs amb acabat remolinat, sense pintar i amb cadena cantonera de carreus en bloc. Com a element característic, destaca la terrassa del primer pis, sobre coberta plana i amb una barana d'obra decorada amb motius geomètrics. El conjunt arquitectònic consta del molí, el canal, la bassa i la resclosa, atapeïts per la vegetació. La distribució de l'interior del molí, es dona en el moment en què el moliner decidí adaptar-ho a estança.